# 正红旗
正红旗（穆麟德轉寫：gulu fulgiyan gūsa），又作“整红旗”，清代八旗之一，以旗色纯红而得名，为下五旗之首，旗主為和碩禮親王。同为下五旗的还有镶白旗、镶红旗、正蓝旗和镶蓝旗。

正红旗

## 简介
与八旗的其他旗分相同，正红旗分满洲、蒙古、汉军三部分，由诸王、贝勒和贝子分统，在八旗中人口最少。清朝末期，正红旗下辖74个整佐领，拥有骑兵两万三千人，算上家眷总人口约11.5万人。

## 正红旗名人

### 满洲
- 何和礼
- 代善
- 和珅
- 丰绅殷德
- 乌兰泰
- 毓鋆
- 英敛之
- 傅泾波
- 老舍

### 蒙古
- 倭仁

### 汉军
- 宁完我
- 李國英
- 郑芝龙